# NNUE
高效可更新神经网络（NNUE，源于日本“Nue”的谐音，有时被写作ƎUИИ）是一种基于神经网络的评估函数，其输入是棋子-方格表（Piece-Square Table），或其变体如王棋子-方格表。  NNUE 主要用于Alpha-Beta树的叶节点。 NNUE 评估函数虽然比手工评估函数慢，但能比手工评估看得更深。 
NNUE 由日本的那須悠发明，并于 2018 年引入将棋引擎。   2020 年 8 月 6 日，NNUE 首次移植到国际象棋引擎Stockfish 12。  自 2021 年以来，所有顶级传统国际象棋引擎（例如Komodo Dragon）为保证竞争力都使用了NNUE。
NNUE 在中央处理器（CPU）即可进行高速计算，无需图形处理器（GPU）。
2018年用于将棋的最早的神经网络由四个权重层组成：W1（16 位整数）和 W2、W3 和 W4（8 位）。 W1 编码了王的位置，因此只有在王移动后才需要重新评估这一层。它使用增量计算和单指令多数据流（SIMD）技术以及适当的内置函数。 